# Иц (река)
Иц (нем. Itz) — река в Германии, протекает по землям Тюрингия и Бавария (в Верхней Франконии). Правый приток Майна. Речной индекс 2416.
Исток реки находится в Тюрингии, в коммуне Заксенбрунн. Впадает Иц в Майн в Раттельсдорфе (Бавария).
Площадь бассейна реки составляет 1030,63 км². Длина реки 79,14 (Из них по Баварии 65,30) км. Высота устья 235 м.